# 奥利弗·莱特温
奧利弗·萊特溫爵士，FRSA（英語：List of Fellows of the Royal Society of Arts；1956年5月19日—），是保守黨黨員與英國國會西多塞特選區下議院議員，自2014年起獲委任為蘭卡斯特公爵領地總裁。
2015年英國大選過後，萊特溫全面負責內閣辦公室，同時正式成為大衛·卡麥隆內閣的閣員，此前他曾在2010年至2015年間被任命為政府政策國務大臣。2005年到2010年期間他曾是保守黨研究部主席及保守黨口號審議主席。2019年9月因率先提出從同黨首相鮑里斯·強森手中奪回議會議程控制權的提案並投支持票，被開除保守黨黨籍。

## 外部連結
- 奧利弗·萊特溫議員官方網站 （页面存档备份，存于）
- 內閣辦公室檔案 （页面存档备份，存于）
- 保守黨檔案
- WorldCat 聯合目錄中奥利弗·莱特温的著作或與之相關的著作
- 來自《卫报》有關奥利弗·莱特温的新闻和评论

| 大不列颠及北爱尔兰联合王国国会          | 大不列颠及北爱尔兰联合王国国会          | 大不列颠及北爱尔兰联合王国国会 |
| --------------------------------------- | --------------------------------------- | ------------------------------ |
| 前任者： 詹姆斯·斯派塞                  | 英國下議院西多塞特議員 1997年－         | 現任                           |
| 官衔                                    |                                         |                                |
| 前任者： 安·威特庫姆                    | 影子內閣內政大臣 2001年－2003年         | 繼任者： 大衛·戴維斯           |
| 前任者： 夏偉明                         | 影子內閣財政大臣 2003年－2005年         | 繼任者： 歐思邦                |
| 前任者： 理察·奧塔韋 為影子內閣環境大臣 | 影子內閣環境、食物及鄉郊事務大臣 2005年 | 繼任者： 彼得·艾斯瓦斯         |
| 新頭銜                                  | 政府政策國務大臣 2010年－2015年         | 職位廢除                       |
| 前任者： 奧福德的希爾閣下               | 蘭卡斯特公爵領地總裁 2014年－2016年     | 繼任者： 帕特里克·麦克洛林     |